# Museo nazionale di Gibilterra
Il Museo Nazionale di Gibilterra è un museo nazionale di storia, cultura e storia naturale situato nel centro della città di Gibilterra, che si trova nel territorio britannico d'oltremare. Fondato nel 1930 dall'allora governatore, il generale Sir Alexander Godley, il museo ospita una serie di display che ritraggono la storia millenaria della Rocca di Gibilterra e la cultura della sua gente. All'interno dell'edificio museale sono stati rinvenuti anche i resti di una stazione termale moresca del XIV secolo.
Il suo direttore, dal 1991, è il Prof. Clive Finlayson.

## Storia

### Antefatto
Nel corso del XIX secolo ci furono diversi tentativi fallimentari riguardanti la costruzione di un museo a Gibilterra. Rilevanti reperti locali, non potevano infatti essere conservati sulla Rocca, in quanto non esisteva un museo adatto a tali circostanze: il primo cranio adulto di Neanderthal (il cosiddetto cranio di Gibilterra) venne per questo collocato al Museo di Storia Naturale di Londra. Si trattava del secondo fossile di Neanderthal ad essere ritrovato durante gli scavi del 1848 nella cava di Forbes, sulla parete nord della Rocca di Gibilterra.
La prima collezione nota conservata a Gibilterra è dovuta al reverendo John White, cappellano di Gibilterra dal 1756 al 1774. Infatti, incoraggiato dal fratello maggiore Gilbert White, egli raccolse esemplari zoologici che studiò e poi inviò in Inghilterra. Ricevette consigli da Giovanni Antonio Scopoli e in seguito scrisse in Inghilterra quello che è considerato il primo dettagliato resoconto zoologico di Gibilterra, comunemente chiamato "Fauna Calpensis". Tuttavia, esso non venne mai pubblicato e andò perso insieme alle sue collezioni. La successiva testimonianza nota di qualcosa che potrebbe assomigliare a un museo risale al 1830. È riconosciuto infatti che l'Ospedale San Bernardo aveva una stanza per esemplari di storia naturale e anatomia. Ancora una volta, non sono conservati resti di tale raccolta.
La prima proposta di aprire un museo a Gibilterra fu discussa nel 1835 in una riunione della Gibilterra Scientific Society da un gruppo di ufficiali dell'esercito britannico, che si incontrarono alla Biblioteca della Guarnigione. Il primo museo venne istituito in locali affittati.  Successivamente divenne così importante che la società cambiò il suo nome in Museum Society. Una delle pietre miliari dell'esistenza della Società fu la presentazione del cranio di Gibilterra il 3 marzo 1848, nonostante la sua importanza storica  all'epoca non fosse stata ancora riconosciuta da parte della Compagnia e del suo segretario, il Tenente Edmund Flint dell'Artiglieria reale.

### Fondazione
L'istituzione del museo è attribuita al generale Sir Alexander Godley, che si insediò come Governatore di Gibilterra nel 1928. Al suo arrivo, tenne un discorso di apertura in cui sottolineò  i suoi obiettivi riformisti che avrebbero "aiutato a riportare [Gibilterra] alla sua prosperità che aveva mostrato segni di declino". Uno degli elementi di questa missione riformista fu la creazione di un museo nazionale. Dopo nove mesi di mandato, il 30 luglio 1929, venne lanciata la Società di Gibilterra. Il suo obiettivo principale era quello di aiutare le autorità coloniali nella fondazione di un museo. Godley riuscì a ottenere il permesso di convertire due quartieri militari adiacenti in museo. La scelta della posizione del museo si rivelò fortunata in quanto, sotto una delle residenze presenti nel quartiere, la Ordnance House,  vennero rinvenute le camere di una stazione termale del periodo moresco, che, a quel tempo, erano  utilizzate come stalle semi-sotterranee.
Il Museo di Gibilterra,  la cui ordinanza fu approvata come "Un'ordinanza relativa ai monumenti antichi e alle antichità e per provvedere alla gestione del Museo di Gibilterra", fu aperto il 24 luglio 1930. Negli anni '70, il Museo di Gibilterra ospitò il primo ufficio della Società di storia ornitologica e naturale di Gibilterra (GONHS). I fondatori dell'organizzazione erano il curatore del museo Joaquin Bensusan e Clive Finlayson, l'attuale direttore del museo.

### Cambio di nome
Nel 2018, l'Heritage Trust Act 1989 che forì il quadro giuridico per la gestione del museo, venne sostituito con l'Heritage and Antiquities Act 2018. La nuova legislazione aggiornò  il nome del museo al fine di riconoscerlo ufficialmente come il museo nazionale di Gibilterra.